# 国際連合 (小惑星)
国際連合 (6000 United Nations) は小惑星帯に位置する小惑星番号がちょうど6000の小惑星である。デンマークのシェラン島の北西部にあるブロルフェルド天文台 (en:Brorfelde Observatory) で、ポール・イェンセンによって発見された。
仮符号末尾のアルファベットがUNであることから、国際連合 (United Nations) に因んで命名された。